# 예 예 예스
예 예 예스(Yeah Yeah Yeahs)는 미국 뉴욕 시 출신 록 밴드이다. 보컬 캐런 오(Karen O), 드럼 브라이언 체이스(Brian Chase), 기타 닉 지너(Nick Zinner)로 2000년에 결성되었다. ABC와의 방송 인터뷰에 따르면 밴드의 이름은 뉴욕 사투리에서 가지고 왔다고 한다. 세 장의 스튜디오 음반을 녹음하였고, 첫 번째 앨범은 《Fever to Tell》이란 이름으로 2003년 발매하였고, 두 번째 앨범 《Show Your Bones》는 2006년에 발매되었는데, NME에서 올해의 앨범에 2위로 선정되었다. 세 번째 스튜디오 앨범인 《It's Blitz!》은 2009년 3월 31일 미국에서, 전 세계적으로는 2009년 4월 6일에 발매되었다.

## 역사
예 예 예스는 2001년에 첫 작품으로 EP 《Yeah Yeah Yeahs》를 발매하였으며, 2002년에 EP 《Machine》을 발매하였다.
2003년 첫 번째 정규 음반 《Fever to Tell》을 발매하였다. 이 음반은 평론가들로부터 대체로 좋은 평가를 받고 세계적으로 75만 장 이상의 판매고를 올렸으며, 세 번째 싱글 〈Maps〉는 모던 록 차트 9위에 올랐다. 2004년 10월 발매한 DVD 《Tell Me What Rockers to Swallow》에는 샌프란시스코의 필모어(The Fillmore)에서의 콘서트 영상과 뮤직 비디오들, 몇몇 인터뷰들이 포함되었다.
두 번째 정규 음반 《Show Your Bones》는 2006년 3월 27일에 발매되었다. 이 앨범은 49회 그래미상 "최고의 얼터너티브 음반" 부문의 후보로 오르기도 하였다. 예 예 예스는 2006년의 대부분을 미국과 유럽 투어 공연을 하며 보냈다. 《스파이더맨 3》의 사운드트랙에 〈Sealings〉란 곡으로 참여했다. 2007년 7월 24일 EP 《Is Is》를 발매하였다. 정규 앨범에 수록되지 않았던 5개의 곡이 수록되어 있으며 EP 제목은 수록곡 중 〈Isis〉의 가운데를 띄어쓰기 한 것이다.
또한 보컬 캐런 오는 레드 핫 칠리 페퍼스의 존 프루시안테, 칸세이 지 세르 섹시(CSS)의 보컬 Lovefoxxx, 영국의 여성 가수 M.I.A.등과 함께 프로젝트 NASA(North America South America)에 참여한다.

## 멤버
- 캐런 오(Karen O) - 리드 보컬
- 닉 지너(Nick Zinner) - 기타
- 브라이언 체이스(Brian Chase) - 드럼

## 음반 목록

### 정규 음반
- 《Fever to Tell》(2003년)
- 《Show Your Bones》(2006년)
- 《It's Blitz!》(2009년)
- 《Mosquito》(2013년)

### EP
- 《Yeah Yeah Yeahs》(2001년)
- 《Machine》(2002년)
- 《Is Is》(2007년)